# Campeonato Mundial Junior de Natación de 2022
El VIII Campeonato Mundial Junior de Natación se celebró en Lima (Perú) entre el 30 de agosto y el 4 de septiembre de 2022 bajo la organización de la Federación Internacional de Natación (FINA) y la Federación Peruana de Natación.
Las competiciones se realizaron en el Centro Acuático de la Villa Deportiva Nacional de la ciudad peruana. Originalmente el campeonato estaba programado para celebrarse del 24 al 29 de agosto de 2021, pero debido a la pandemia de COVID-19 se pospuso a 2022. Posteriormente se programó entre el 23 y el 28 de agosto de 2022 en Kazán (Rusia), pero debido a la invasión rusa de Ucrania la Federación Internacional de Natación decidió sancionar a Rusia y cambiar la sede y la fecha del campeonato.

## Resultados

### Masculino
| Evento                    | Oro                                                                                              | Plata                                                                                | Bronce                                                                                     |
| ------------------------- | ------------------------------------------------------------------------------------------------ | ------------------------------------------------------------------------------------ | ------------------------------------------------------------------------------------------ |
| 50 m libre (02.09)        | Diogo Ribeiro Portugal 21,92                                                                     | Nikolas Antoniou Chipre 22,51                                                        | Jere Hribar · Croacia · 22,55                                                              |
| 100 m libre (04.09)       | David Popovici · Rumania · 47,13                                                                 | Jere Hribar · Croacia · 49,37                                                        | Nikolas Antoniou Chipre 49,91                                                              |
| 200 m libre (31.08)       | David Popovici · Rumania · 1:46,18                                                               | Dániel Mészáros · Hungría · 1:48,98                                                  | Filippo Bertoni · Italia · 1:49,05                                                         |
| 400 m libre (30.08)       | Stephan Steverink · Brasil · 3:48,27                                                             | Vlad Stancu · Rumania · 3:48,38                                                      | Krzysztof Chmielewski · Polonia · 3:49,34                                                  |
| 800 m libre (01.09)       | Carlos Garach · España · 7:52,73                                                                 | Batuhan Filiz Turquía 7:55,61                                                        | Vlad Stancu · Rumania · 7:56,14                                                            |
| 1500 m libre (04.09)      | Carlos Garach · España · 15:08,14                                                                | László Gálicz · Hungría · 15:12,71                                                   | Vlad Stancu · Rumania · 15:17,97                                                           |
| 50 m espalda (02.09)      | Ksawery Masiuk · Polonia · 24,44                                                                 | Pieter Coetze Sudáfrica 24,61                                                        | Miroslav Knedla · República Checa · 25,18                                                  |
| 100 m espalda (31.08)     | Ksawery Masiuk · Polonia · 52,91                                                                 | Pieter Coetze Sudáfrica 52,99                                                        | Miroslav Knedla · República Checa · 55,08                                                  |
| 200 m espalda (04.09)     | Pieter Coetze Sudáfrica 1:56,05                                                                  | Hidekazu Takehara Japón 1:58,22                                                      | Ksawery Masiuk · Polonia · 1:58,55                                                         |
| 50 m braza (04.09)        | Uroš Živanović Serbia 27,70                                                                      | Alex Sabattani · Italia · 28,21                                                      | Luka Mladenovic · Austria · 28,32                                                          |
| 100 m braza (31.08)       | Luka Mladenovic · Austria · 1:01,30                                                              | Uroš Živanović Serbia 1:01,64                                                        | Filip Urbański · Polonia · 1:02,80                                                         |
| 200 m braza (02.09)       | Asahi Kawashima Japón 2:12,61                                                                    | Luka Mladenovic · Austria · 2:12,94                                                  | Adam Mak Sai-ting Hong Kong 2:13,90                                                        |
| 50 m mariposa (03.09)     | Diogo Ribeiro Portugal 22,96 RMJ                                                                 | Daniel Gracík · República Checa · 23,46                                              | Casper Puggaard Dinamarca 23,96                                                            |
| 100 m mariposa (01.09)    | Diogo Ribeiro Portugal 52,03                                                                     | Daniel Gracík · República Checa · 52,51                                              | Casper Puggaard Dinamarca 52,94                                                            |
| 200 m mariposa (04.09)    | Krzysztof Chmielewski · Polonia · 1:55,78                                                        | Michał Chmielewski · Polonia · 1:57,69                                               | Ei Kamikawabata Japón 1:58,37                                                              |
| 200 m estilos (31.08)     | Sanberk Yiğit Oktar Turquía 1:59,89                                                              | Tomoyuki Matsushita Japón 2:00,89                                                    | Yuta Watanabe Japón 2:01,39                                                                |
| 400 m estilos (03.09)     | Riku Yamaguchi Japón 4:14,88                                                                     | Stephan Steverink · Brasil · 4:17,68                                                 | Vasileios Sofikitis · Grecia · 4:19,60                                                     |
| 4 × 100 m libre (30.08)   | Rumania · David Popovici · Alexandru Constantinescu · Stefan Cozma · Patrick Dinu · 3:18,84      | Francia Benjamin Chateigner Nans Mazellier Cédric Gabali Mattéo Robba 3:20,29        | Lituania · Daniil Pancerevas · Kiril Stepanov · Tomas Lukminas · Rokas Jazdaukas · 3:20,41 |
| 4 × 200 m libre (02.09)   | Italia · Alessandro Ragaini · Simone Spediacci · Massimo Chiaroni · Filippo Bertoni · 7:17,08    | Hungría · Zsombor Bujdosó · Benedek Bóna · Attila Kovács · Dániel Mészáros · 7:17,55 | Polonia · Ksawery Masiuk · Krzysztof Matuszewski · Adam Zdybel · Jakub Walter · 7:19,93    |
| 4 × 100 m estilos (04.09) | Polonia · Ksawery Masiuk · Filip Urbański · Michał Chmielewski · Krzysztof Matuszewski · 3:40,17 | Sudáfrica Pieter Coetze Kian Keylock Jarden Eaton Luca Holtzhausen 3:42,95           | Francia Simon Clusman Nans Mazellier Yohan Airaud Mattéo Robba 3:43,68                     |

### Femenino
| Evento                    | Oro                                                                                 | Plata                                                                                         | Bronce                                                                                       |
| ------------------------- | ----------------------------------------------------------------------------------- | --------------------------------------------------------------------------------------------- | -------------------------------------------------------------------------------------------- |
| 50 m libre (04.09)        | Bianca Costea · Rumania · 25,35                                                     | Sara Curtis · Italia · 25,53                                                                  | Matilde Biagiotti · Italia · 25,60                                                           |
| 100 m libre (01.09)       | Nikolett Pádár · Hungría · 55,11                                                    | Matilde Biagiotti · Italia · 55,56                                                            | Marina Cacciapuoti · Italia · 55,92                                                          |
| 200 m libre (04.09)       | Nikolett Pádár · Hungría · 1:58,19                                                  | Lilla Ábrahám · Hungría · 1:58,23                                                             | Giulia Vetrano · Italia · 1:59,54                                                            |
| 400 m libre (02.09)       | Merve Tuncel Turquía 4:10,29                                                        | Ruka Takezawa Japón 4:11,83                                                                   | Giulia Vetrano · Italia · 4:11,86                                                            |
| 800 m libre (31.08)       | Merve Tuncel Turquía 8:30,00                                                        | Ruka Takezawa Japón 8:36,80                                                                   | Carla Carrón · España · 8:42,88                                                              |
| 1500 m libre (03.09)      | Merve Tuncel Turquía 16:15,95                                                       | Ruka Takezawa Japón 16:24,61                                                                  | Niko Aoki Japón 16:30,74                                                                     |
| 50 m espalda (03.09)      | Lora Komoróczy · Hungría · 28,51                                                    | Aimi Nagaoka Japón 28,70                                                                      | Sara Curtis · Italia · 28,93                                                                 |
| 100 m espalda (31.08)     | Dóra Molnár · Hungría · 1:01,44                                                     | Aimi Nagaoka Japón 1:01,45                                                                    | Chiaki Yamamoto Japón 1:02,10                                                                |
| 200 m espalda (01.09)     | Yuzuki Mizuno Japón 2:09,79                                                         | Dóra Molnár · Hungría · 2:09,80                                                               | Laura Bernat · Polonia · 2:11,09                                                             |
| 50 m braza (31.08)        | Karolina Piechowicz · Polonia · 31,55                                               | María Ramos · España · 31,68                                                                  | Irene Mati · Italia · 31,96                                                                  |
| 100 m braza (02.09)       | Karolina Piechowicz · Polonia · 1:08,73                                             | Irene Mati · Italia · 1:08,94                                                                 | Martina Bukvić Serbia 1:09,27                                                                |
| 200 m braza (04.09)       | Emma Carrasco · España · 2:26,93                                                    | Yumeno Kusuda Japón 2:29,62                                                                   | Defne Coşkun Turquía 2:29,85                                                                 |
| 50 m mariposa (02.09)     | Jana Pavalić · Croacia · 26,38                                                      | Beatriz Bezerra · Brasil · 26,67                                                              | Lillian Slušná · Eslovaquia · 27,04                                                          |
| 100 m mariposa (04.09)    | Mizuki Hirai Japón 59,53                                                            | Beatriz Bezerra · Brasil · 59,69                                                              | Yang Ha-jung Corea del Sur 1:00,10                                                           |
| 200 m mariposa (31.08)    | Anna Porcari · Italia · 2:12,00                                                     | Mehlika Kuzeh Yalçın Turquía 2:13,23                                                          | Paola Borrelli · Italia · 2:13,36                                                            |
| 200 m estilos (02.09)     | Mio Narita Japón 2:11,68                                                            | Lilla Ábrahám · Hungría · 2:13,45                                                             | Emma Carrasco · España · 2:13,74                                                             |
| 400 m estilos (30.08)     | Mio Narita Japón 4:37,78                                                            | Lilla Ábrahám · Hungría · 4:44,19                                                             | Giulia Vetrano · Italia · 4:44,29                                                            |
| 4 × 100 m libre (03.09)   | Hungría · Lilla Ábrahám · Nikolett Pádár · Lili Gyurinovics · Dóra Molnár · 3:41,94 | Italia · Veronica Quaggio · Marina Cacciapuoti · Giulia Vetrano · Matilde Biaggioti · 3:43,78 | Brasil · Celine Bispo · Beatriz Bezerra · Sophia Coleta · Rafaela Sumida · 3:50,13           |
| 4 × 200 m libre (30.08)   | Hungría · Nikolett Pádár · Dóra Molnár · Lili Gyurinovics · Lilla Ábrahám · 8:04,70 | Italia · Matilde Biaggioti · Giulia Vetrano · Veronica Quaggio · Anna Porcari · 8:08,59       | Turquía Merve Tuncel Mehlika Kuzeh Yalçın Defne Tanığ Belis Şakar 8:20,75                    |
| 4 × 100 m estilos (04.09) | Japón Yuzuki Mizuno Yumeno Kusuda Mizuki Hirai Mio Narita 4:06,44                   | Italia · Sara Curtis · Irene Mati · Paola Borrelli · Matilde Biagiotti · 4:06,91              | Polonia · Laura Bernat · Karolina Piechowicz · Paulina Cierpiałowska · Julia Kulik · 4:08,22 |

### Mixto
| Evento                    | Oro | Plata                                                                                  | Bronce                                                                                         |
| ------------------------- | --- | -------------------------------------------------------------------------------------- | ---------------------------------------------------------------------------------------------- |
| 4 × 100 m libre (01.09)   | Hungría · Dániel Mészáros · Benedek Bóna · Nikolett Pádár · Dóra Molnár · 3:30,03                        | Rumania · David Popovici · Patrick Dinu · Bianca Costea · Rebecca Diaconescu · 3:30,39 | Italia · Francesco Lazzari · Elia Codardini · Marina Cacciapuoti · Matilde Biagiotti · 3:32,54 |
| 4 × 100 m estilos (31.08) | Polonia · Ksawery Masiuk · Karolina Piechowicz · Krzysztof Chmielewski · Paulina Cierpiałowska · 3:52,00 | Italia · Sara Curtis · Irene Mati · Elia Codardini · Francesco Lazzari · 3:55,58       | Sudáfrica Pieter Coetze Kian Keylock Jessica Thompson Jessica Carmody 3:58,58                  |

## Medallero
| Núm. | País            | Oro | Plata | Bronce | Total |
| ---- | --------------- | --- | ----- | ------ | ----- |
| 1    | Japón           | 7   | 8     | 4      | 19    |
| 2    | Hungría         | 7   | 7     | 0      | 14    |
| 3    | Polonia         | 7   | 1     | 6      | 14    |
| 4    | Rumania         | 4   | 2     | 2      | 8     |
| 4    | Turquía         | 4   | 2     | 2      | 8     |
| 6    | España          | 3   | 1     | 2      | 6     |
| 7    | Portugal        | 3   | 0     | 0      | 3     |
| 8    | Italia          | 2   | 8     | 10     | 20    |
| 9    | Brasil          | 1   | 3     | 1      | 5     |
| 9    | Sudáfrica       | 1   | 3     | 1      | 5     |
| 11   | Austria         | 1   | 1     | 1      | 3     |
| 11   | Croacia         | 1   | 1     | 1      | 3     |
| 11   | Serbia          | 1   | 1     | 1      | 3     |
| 14   | República Checa | 0   | 2     | 2      | 4     |
| 15   | Chipre          | 0   | 1     | 1      | 2     |
| 15   | Francia         | 0   | 1     | 1      | 2     |
| 17   | Dinamarca       | 0   | 0     | 2      | 2     |
| 18   | Corea del Sur   | 0   | 0     | 1      | 1     |
| 18   | Eslovaquia      | 0   | 0     | 1      | 1     |
| 18   | Grecia          | 0   | 0     | 1      | 1     |
| 18   | Hong Kong       | 0   | 0     | 1      | 1     |
| 18   | Lituania        | 0   | 0     | 1      | 1     |
|      | TOTAL           | 42  | 42    | 42     | 126   |